# Alexander Thomson (Politiker)
Alexander Thomson (* 12. Januar 1788 im Franklin County, Pennsylvania; † 2. August 1848 in Chambersburg, Pennsylvania) war ein US-amerikanischer Politiker. Zwischen 1824 und 1826 vertrat er den Bundesstaat Pennsylvania im US-Repräsentantenhaus.

## Werdegang
Alexander Thomson erhielt nur eine eingeschränkte Schulausbildung. Er absolvierte eine Lehre als Sichelmacher. Später zog er nach Bedford. Nach einem Jurastudium und seiner 1816 erfolgten Zulassung als Rechtsanwalt begann er in Chambersburg in diesem Beruf zu arbeiten. Dort bekleidete er auch einige lokale Ämter. Politisch wurde er Mitglied der Demokratisch-Republikanischen Partei und Abgeordneter im Repräsentantenhaus von Pennsylvania.
Nach dem Rücktritt des Abgeordneten John Tod wurde Thomson bei der fälligen Nachwahl als dessen Nachfolger in das US-Repräsentantenhaus in Washington, D.C. gewählt, wo er am 6. Dezember 1824 sein neues Mandat antrat. Nach einer Wiederwahl konnte er bis zu seinem Rücktritt am 1. Mai 1826 im Kongress verbleiben. Nach seiner Zeit im US-Repräsentantenhaus war er zunächst Bürgermeister der Stadt Lancaster. Zwischen 1827 und 1841 war er Vorsitzender Richter im 16. Gerichtsbezirk seines Staates. Außerdem wurde er Professor für Rechtswissenschaften am Marshall College in Lancaster. Er starb am 2. August 1848 in Chambersburg, wo er auch beigesetzt wurde.